# Tiago Prado
Tiago Prado (nacido el 3 de mayo de 1984) es un futbolista brasileño que se desempeña como defensa.
Jugó para clubes como el Grêmio, Figueirense, Kyoto Sanga FC, Vila Nova y Consadole Sapporo.

## Trayectoria

### Clubes
| Club              | País   | Año         |
| ----------------- | ------ | ----------- |
| Grêmio            | Brasil | 2004 - 2005 |
| Figueirense       | Brasil | 2006        |
| Kyoto Sanga FC    | Japón  | 2007        |
| Figueirense       | Brasil | 2008        |
| Vila Nova         | Brasil | 2009        |
| Porto Alegre      | Brasil | 2009        |
| Pelotas           | Brasil | 2010        |
| Chengdu Blades    | China  | 2010        |
| Consadole Sapporo | Japón  | 2011        |